# Peperomia denticularis
Peperomia denticularis là một loài thực vật có hoa trong họ Hồ tiêu. Loài này được Dahl miêu tả khoa học đầu tiên.